# Song Hye-rim
Đây là một tên người Triều Tiên, họ là Song.
Song Hye-rim (Chosŏn'gŭl: 성혜림; 24 tháng 1 năm 1937 - ngày 18 tháng 5 năm 2002) là một nữ diễn viên Bắc Triều Tiên, nổi tiếng vì là một người tình được sủng ái của Kim Jong-il.

## Tiểu sử
Song Hye-rim sinh ra ở Changnyeong, khi xứ Triều Tiên đang dưới sự cai trị Đế quốc Nhật Bản. Bà theo học Trường Điện ảnh Bình Nhưỡng năm 1955, nhưng rời trường năm sau để sinh một bé gái. Sau đó bà học lại và tốt nghiệp, có bộ phim đầu tay của mình vào năm 1960. Bà trở thành một nữ diễn viên nổi tiếng ở trong Miền Bắc Triều Tiên trong những năm 1960, xuất hiện trong các bộ phim bao gồm Onjŏngryŏng (Chosŏn'gŭl: 온 정령) và Baek Il-hong (Chosŏn'gŭl: 백일홍).
Hầu hết các ghi chép về bà được rút ra từ cuốn hồi ký Hàn của chị mình, Song Hye-rang. Bạn cũ của bà Kim Young-soon xuất bản cuốn tự truyện Tôi Là bạn của Song Hye-rim, và tiết lộ bà và gia đình đã được gửi đến một trại tập trung mười năm sau khi chính quyền phát hiện ra bí mật gì đấy của Hye-rim, và dẫn đến cái chết của bà con và cha mẹ và chồng bị bắt đi và không bao giờ nhìn thấy một lần nữa trước khi bà Kim tìm cách để đào tẩu sang Đại Hàn Dân Quốc (Quốc gia Nam Hàn) vào năm 2003.

## Cuộc sống cá nhân
Song bắt đầu hẹn hò với Kim Jong-il vào năm 1968, sau khi ly dị người chồng đầu tiên; cô được tin là đã được người tình đầu tiên của ông. Năm 1971, cô đã sinh ra Kim Jong-nam, người lúc đó được cho là được chọn để thừa kế chức vụ của Kim Jong-il. Việc sinh người con trai này được cho là đã được Kim Il-sung giữ bí mật đến năm 1975.

## Qua đời
Từ đầu những năm 1980, bà Song thường xuyên đến Moskva một mình để chữa bệnh, nhưng bà ta vẫn không hề tiết lộ mình đã mắc bệnh gì. Năm 1996, có báo cáo cho rằng bà Song đã bí mật trốn sang các nước Tây Âu hay chí ít là Mỹ để chữa bệnh, nhưng các quan chức tình báo Hàn Quốc đã bác bỏ tin đồn này. Bà được cho là đã qua đời vào ngày 18 tháng 5 năm 2002 ở Moskva, Nga.